# Hylaeus mindanensis
Hylaeus mindanensis är en biart som först beskrevs av Cockerell 1915.  Hylaeus mindanensis ingår i släktet citronbin, och familjen korttungebin. Inga underarter finns listade i Catalogue of Life.